# Kalibo
Kalibo is een gemeente in de Filipijnse provincie Aklan in het noordwesten van het eiland Panay. Het is tevens de hoofdstad van die provincie. Bij de laatste census in 2007 had de gemeente bijna 70 duizend inwoners. De dichtstbijzijnde steden zijn Roxas City en Iloilo City.
In Kalibo wordt jaarlijks het Ati-Atihan festival gehouden. Dit is een van de meest kleurrijke en bekende festivals van de Filipijnen.

## Geschiedenis
De naam Kalibo is afgeleid van een woord uit de lokale taal, Sangka Libo. Dit kan worden vertaald als duizend, het aantal inwoners dat de plaats had toe de Datus vanuit Borneo arriveerden.

## Geografie

### Bestuurlijke indeling
Kalibo is onderverdeeld in de volgende 16 barangays:
| - Andagaw - Bachaw Norte - Bachaw Sur - Briones - Buswang New - Buswang Old - Caano - Estancia | - Linabuan Norte - Mabilo - Mobo - Nalook - Poblacion - Pook - Tigayon - Tinigaw |

## Demografie
Kalibo had bij de census van 2007 een inwoneraantal van 69.700 mensen. Dit zijn 7.262 mensen (11,6%) meer dan bij de vorige census van 2000. De gemiddelde jaarlijkse groei komt daarmee uit op 1,53%, hetgeen lager is dan het landelijk jaarlijks gemiddelde over deze periode (2,04%).

## Economie
Kalibo is het regionale centrum voor het noordwestelijke deel van Panay. Zowel op commercieel, educatief als medisch gebied zijn er voorzieningen die in de omliggende gemeenten ontbreekt.

## Vervoer naar en in Kalibo
De gemeente Kalibo is goed bereikbaar per vliegtuig vanuit Manilla via het dicht bij het centrum gelegen Kalibo airport. Daarnaast kan men er komen via de bootverbindingen die aankomen in de havens van de gemeente New Washington. In Kalibo zelf gaat het openbaar vervoer met de tricycle.

## Geboren in Kalibo
- Victorino Mapa (25 februari 1855), minister en opperrechter (overleden 1927);
- Gabriel Reyes (24 maart 1892), aartsbisschop van Cebu en van Manilla (overleden 1952);
- Gabriel V. Reyes (3 augustus 1941), bisschop Antipolo.